# المياه العذبة (رواية)
المياه العذبة هي رواية خيالية عن السيرة الذاتية للكاتبة النيجيرية  أكوايكي إيميزي  لعام 2018. وهي الرواية الأولى  لها، تحكي قصة آدا، فتاة لديها العديد من الأوغبانجي بداخلها. تعمل إف إكس على جعل الرواية مسلسل تلفزيوني.

## حبكة
تحكي قصة شبه سيرة ذاتية لبطل الرواية، المعروف للقارئ باسم آدا "The Ada". الصوت السردي الرئيسي للرواية هو أوغبانجي، وهو إله من ديانة الإيغبو، يسيطر على آدا، ويتجلى في شخصيات متعددة متميزة ومميزة، سواء كانت طيبة أو معادية.
تستكشف إيميزي وجهات نظر تراث الإيغبو حول الروحانية وأدوار الجنسين جنبًا إلى جنب مع وجهات نظر البناء الغربي وتدعو جمهورهم إلى التفكير النقدي في ثنائية الروح/الجسد.

## استقبال
مجلة نيو يوركر وصفت الرواية بأنها "رواية مذهلة"؛ وصفتها الغارديان بأنها "بداية رائعة". ووصفتها صحيفة لوس أنجلوس تايمز بأنها "مبهرة". أدرجت الرواية في القائمة الطويلة للعديد من الجوائز المهمة. وكان الكتاب أحد الكتب البارزة في صحيفة نيويورك تايمز، وحصل على لقب أفضل كتاب لهذا العام من قبل مجلة نيو يوركر، والإذاعة الوطنية العامة. كُرم إيميزي أيضًا باعتباره حائزًا على جائزة "5 تحت 35" من مؤسسة الكتاب الوطنية لعام 2018.
في عام 2019، رُشحت الرواية لجائزة المرأة للرواية - وهي المرة الأولى التي يتم فيها ترشيح مؤلف غير متحول جنسيًا للجائزة. ووصفت كيت ويليامز، رئيسة لجنة التحكيم، الأمر بأنه "لحظة تاريخية". وقالت ويليامز إن اللجنة لم تكن تعلم أن إيميزي كانت غير ثنائية عندما اختير الكتاب، لكنها قالت إن إيميزي كانت سعيدةً بترشيحه. كتب المعلق غير الثنائي فيك بارسونز أن الترشيح أثار أسئلة غير مريحة، متسائلاً: "هل سيدرج المؤلف غير الثنائي الذي كُتب ذكرًا عند الولادة في القائمة الطويلة؟ أنا أشك بشدة في ذلك". بعد الترشيح، أُعلن أن صندوق جائزة المرأة كان يعمل على مبادئ توجيهية جديدة للمؤلفين المتحولين جنسيًا وغير الثنائيين والمتحولين جنسيًا.

## الجدل
بعد أن نشرت إيميزي تغريدات بخصوص ارتباط الكاتبة النيجيرية شيماماندا أديشي بشخصيات عامة معادية للمتحولين جنسيًا، طلبت أديشي (التي ساعدت سابقًا في نشر أعمال إيميزي في مجلة على الإنترنت) إزالة جميع الإشارات إلى اسمها من "معلومات عن المؤلف" " قسم من غلاف الكتاب على جميع النسخ المستقبلية للكتاب.

## الجوائز
- جائزة نومو 2019، الفائزة.[21]
- جائزة أوذر ويز، 2019، الفائزة.[22]
- رُشحت لجائزة المرأة للرواية لعام 2019.